# 종교와 윤리학 백과사전
종교와 윤리학 백과사전 (Encyclopaedia of Religion and Ethics )은 James Hastings가 편집 한 12 권의 저작물로 1908년에서 1927년 사이에 출판되었으며, 많은 기고자들의 저술로 구성되어 있다. 종교 문제 뿐만 아니라 민속, 신화, 제의, 인류학, 심리학 등 수천 개의 보조 주제를 포함하고 있다. 초판은 에든버러의 T & T Clark 과 미국의 Charles Scribner 's Sons에서 출판하였다.

## 볼륨
1. A — 예술
2. Arthur — Bunyan
3. 매장 — 고백
4. 확인 — 드라마
5. Dravidian — Fichte
6. 소설 — Hyksos
7. 찬송가 — 자유
8. 삶과 죽음 -Mulla
9. 문 다스 — 프리 기안
10. Picts — 성례전
11. 희생 — 수드라
12. 고통 — Zwingli
13. 인덱스